# Брюховецкая (станция)
Брюховецкая — станция Северо-Кавказской железной дороги РЖД, расположена в станице Брюховецкая, Краснодарский край, Россия.

## Описание
Железнодорожная станция была построена в 1916 году. Пострадала во время Великой Отечественной войны.
На станции осуществляется продажа пассажирских билетов, прием и выдача багажа. Также производится прием и выдача повагонных и мелких отправок (имеются открытые площадки, крытые склады и подъездные пути).
Через станцию следуют электропоезда пригородного сообщения до Краснодара и Ростова-на-Дону, а также поезда дальнего следования до Адлера, Новороссийска, Анапы, Мурманска, Санкт-Петербурга, Москвы, Минска и других городов.

## Дальнее следование по станции
По графику 2024/2027 годов через станцию курсируют следующие поезда дальнего следования:
| Круглогодичное обращение поездов | Круглогодичное обращение поездов | Круглогодичное обращение поездов | Круглогодичное обращение поездов |
| № поезда                         | Маршрут движения                 | № поезда                         | Маршрут движения                 |
| -------------------------------- | -------------------------------- | -------------------------------- | -------------------------------- |
| 43 «Черноморец»                  | Санкт-Петербург — Новороссийск   | 44 «Черноморец»                  | Новороссийск — Санкт-Петербург   |
| 87                               | Нижний Новгород — Адлер          | 88                               | Адлер — Нижний Новгород          |
| 109                              | Москва — Анапа                   | 110                              | Анапа — Москва                   |
| 117                              | Самара — Адлер                   | 118                              | Адлер — Самара                   |
| 125                              | Москва — Новороссийск            | 126                              | Новороссийск — Москва            |
| 301                              | Минск — Адлер                    | 302                              | Адлер — Минск                    |
| 311                              | Воркута — Новороссийск           | 312                              | Новороссийск — Воркута           |
| 335                              | Екатеринбург — Новороссийск      | 336                              | Новороссийск — Екатеринбург      |
| 339                              | Нижний Новгород — Новороссийск   | 340                              | Новороссийск — Нижний Новгород   |
| 359                              | Калининград — Адлер              | 360                              | Адлер — Калининград              |

| Сезонное обращение поездов | Сезонное обращение поездов     | Сезонное обращение поездов | Сезонное обращение поездов     |
| № поезда                   | Маршрут движения               | № поезда                   | Маршрут движения               |
| -------------------------- | ------------------------------ | -------------------------- | ------------------------------ |
| 151                        | Москва — Анапа                 | 152                        | Анапа — Москва                 |
| 187                        | Архангельск — Новороссийск     | 188                        | Новороссийск — Архангельск     |
| 221                        | Архангельск — Анапа            | 222                        | Анапа — Архангельск            |
| 227                        | Санкт-Петербург — Новороссийск | 228                        | Новороссийск — Санкт-Петербург |
| 237                        | Москва — Анапа                 | 238                        | Анапа — Москва                 |
| 241                        | Иркутск — Адлер                | 242                        | Адлер — Иркутск                |
| 251                        | Барнаул — Адлер                | 252                        | Адлер — Барнаул                |
| 259                        | Санкт-Петербург — Анапа        | 260                        | Анапа — Санкт-Петербург        |
| 267                        | Сосногорск — Новороссийск      | 268                        | Новороссийск — Сосногорск      |
| 269                        | Чита — Адлер                   | 270                        | Адлер — Чита                   |
| 273                        | Северобайкальск — Адлер        | 274                        | Адлер — Северобайкальск        |
| 281                        | Череповец — Адлер              | 282                        | Адлер — Череповец              |
| 283                        | Череповец — Анапа              | 284                        | Анапа — Череповец              |
| 285                        | Мурманск — Новороссийск        | 286                        | Новороссийск — Мурманск        |
| 289                        | Екатеринбург — Анапа           | 290                        | Анапа — Екатеринбург           |
| 459                        | Тамбов — Адлер                 | 460                        | Адлер — Тамбов                 |
| 467                        | Смоленск — Имеретинский курорт | 468                        | Имеретинский курорт — Смоленск |
| 469                        | Саратов — Новороссийск         | 470                        | Новороссийск — Саратов         |
| 471                        | Москва — Адлер                 | 472                        | Адлер — Москва                 |
| 473                        | Самара — Анапа                 | 474                        | Анапа — Самара                 |
| 475                        | Москва — Адлер                 | 476                        | Адлер — Москва                 |
| 505                        | Тамбов — Новороссийск          | 506                        | Новороссийск — Тамбов          |
| 507                        | Ижевск — Новороссийск          | 508                        | Новороссийск — Ижевск          |
| 511                        | Москва — Адлер                 | 512                        | Адлер — Москва                 |
| 513                        | Тамбов — Анапа                 | 514                        | Анапа — Тамбов                 |
| 517                        | Москва — Анапа                 | 518                        | Анапа — Москва                 |
| 533                        | Москва — Адлер                 | 534                        | Адлер — Москва                 |
| 539                        | Кострома — Анапа               | 540                        | Анапа — Кострома               |
| 555                        | Смоленск — Адлер               | 556                        | Адлер — Смоленск               |